# Notonecta maculata
Notonecta maculata är en insektsart som beskrevs av Fabricius 1794. Notonecta maculata ingår i släktet Notonecta och familjen ryggsimmare. Arten är reproducerande i Sverige. Inga underarter finns listade i Catalogue of Life.

## Bildgalleri

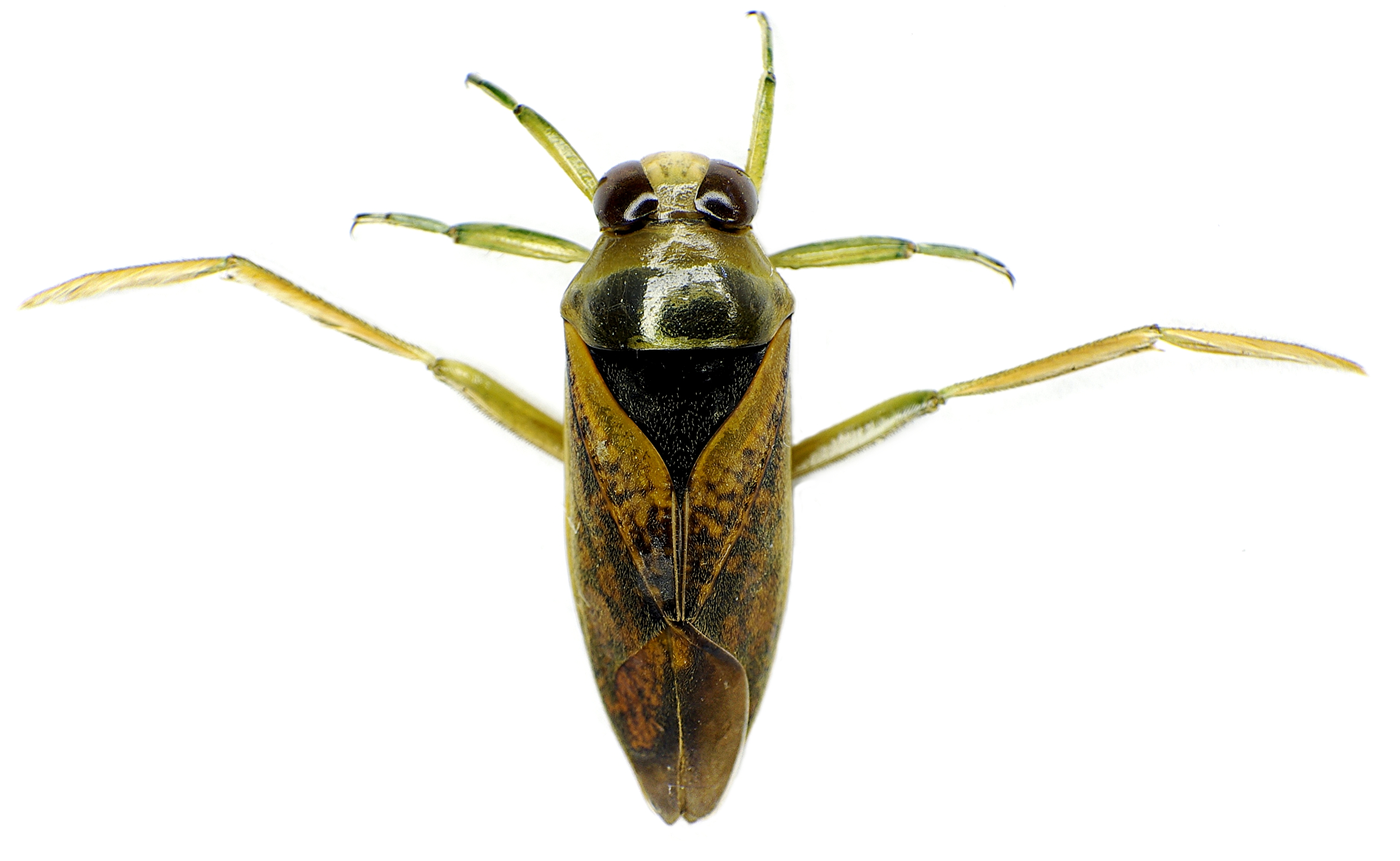
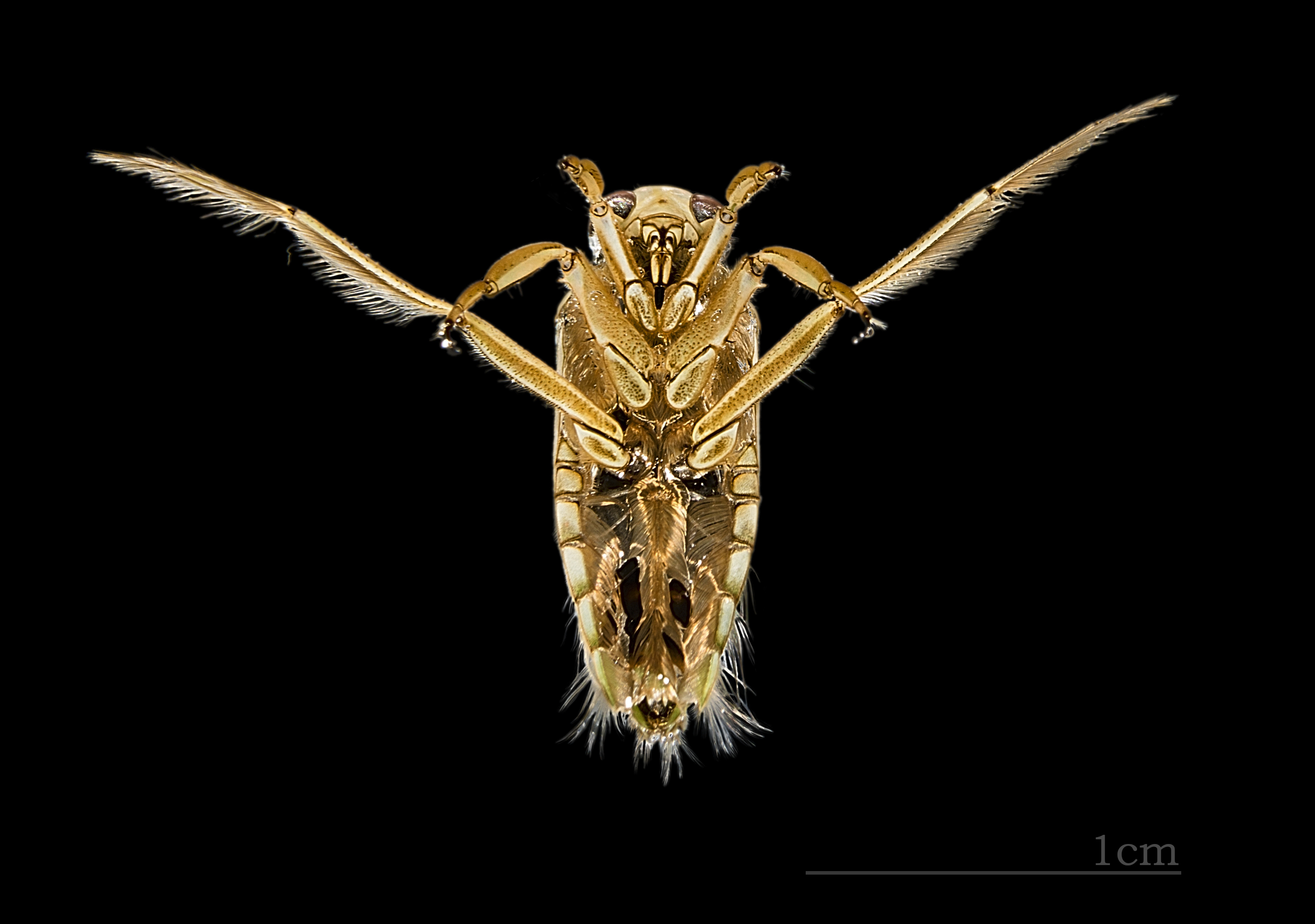
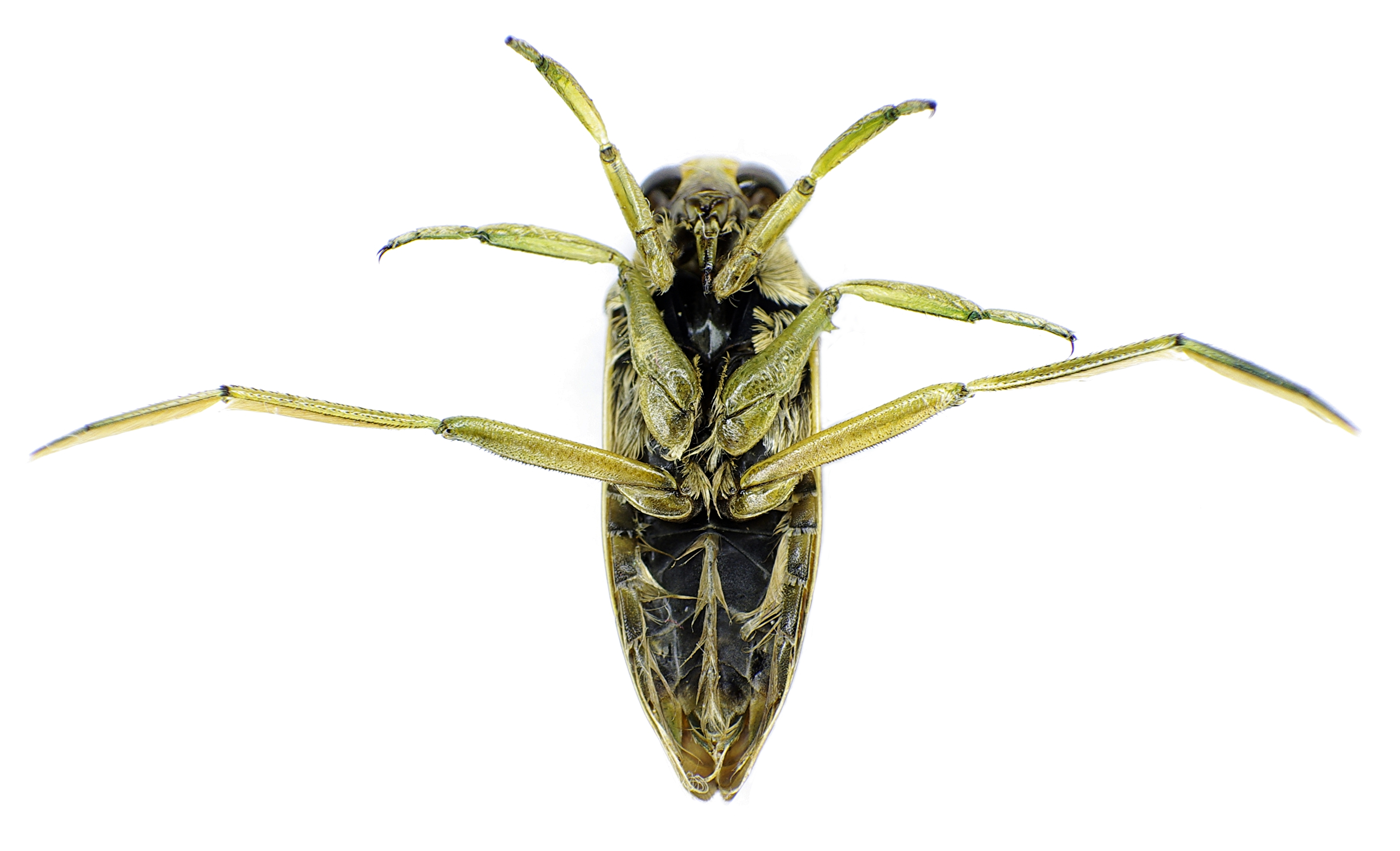
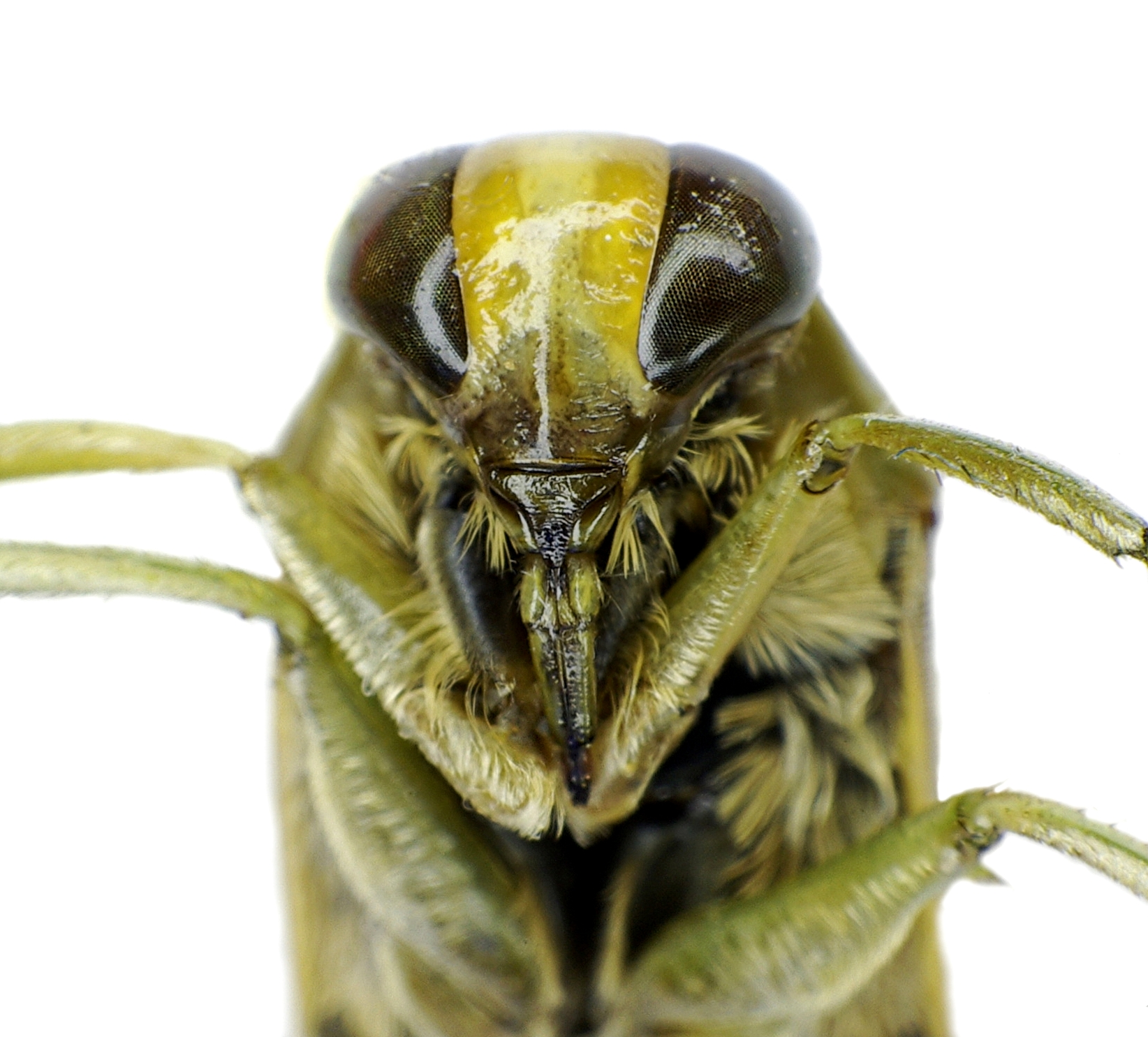